# Olivia Allison-Federici
Olivia Elizabeth Allison-Federici (Plymouth, 13 febbraio 1990) è una nuotatrice artistica britannica.
È stata per quattro volte campionessa britannica a squadre (nel 2004, 2005, 2006 e 2007), oltre che vicecampionessa nel singolo (2003, 2004, e 2007)
Ha partecipato alle Olimpiadi di Pechino 2008 nel duo, in coppia con Jenna Randall, dove ha chiuso al 14º posto le qualificazioni, mancando la finale. Ai successivi Mondiali di Roma 2009 la coppia è giunta decima nel libero ed undicesima nella Technical Routine. A Roma la Allison ha preso parte anche alle gare a squadre, chiuse al 7º (nel Free Routine Combination), 10º (nel Free Routine) e 15º posto (nel Technical Routine).
Sempre in coppia con la Randall ha vinto l'argento ai Giochi del Commonwealth 2010, mentre quattro anni prima erano state quarte.
Nel 2011 ha sposato Roberto Federici assumendone il cognome. Un anno più tardi ha disputato la sua seconda olimpiade, Londra 2012, sia nel duo con la Randall (dove ha centrato la finale, chiudendo al nono posto) che nella gara a squadre (sesto posto finale).